# Adam Bezeg
Adam Bezeg (ur. 23 grudnia 1929 w Rybniku, zm. 30 maja 2012 tamże) – polski lekkoatleta, trener lekkoatletyczny i działacz sportowy.

## Kariera sportowa
Został wicemistrzem Polski juniorów w skoku o tyczce w 1948 roku. Najwyższą lokatę w seniorskich mistrzostwach kraju (5. miejsce) zajął w 1954 w skoku o tyczce. Podczas igrzysk studenckich (poprzednika uniwersjady) w 1957 zajął 6. miejsce (ex aequo) w skoku o tyczce z wynikiem 4,00. Absolwent krakowskiej AWF (1953). Dyplomowany nauczyciel, doktor nauk (1968) wychowania fizycznego. Trener kadry narodowej skoku wzwyż kobiet i mężczyzn (1957–1964, 1969–1971), m.in. Jarosławy Jóźwiakowskiej – wicemistrzyni olimpijskiej (1960). W latach 1970–1977 prezes ROW Rybnik. Dziekan katowickiego AWF (1977–1991). Prezes Klubu Olimpijczyka Sokolniak Rybnik (2001–2012).

## Rekordy życiowe
- Skok wzwyż – 1,90 (1958)[1][2]
- Skok o tyczce – 4,30 (1961)[1][2]
- Skok w dal – 7,05 (1961)[1][2]